# Луціоцефалові
Луціоцефалові (Luciocephalinae) — підродина лабіринтових риб з родини осфронемових (Osphronemidae). Її представники поширені в Південно-Східній та Південній Азії.
Як окремий підрозділ підродина була поступово сформована лише в кінці XX — на початку XXI ст. Карел Лім (Karel F. Liem) у 1963 році розділив підряд лабіринтових риб (Anabantoidei) на 4 родини: анабасових (Anabantidae), гелостомових (Helostomatidae), осфронемових (Osphronemidae) і белонтієвих (Belontiidae). У 1983 році Джордж Лодер і Карел Лім (Lauder, G.V. and K. F. Liem) додали до них ще родину луціоцефалових (Luciocephalidae) з єдиним родом Luciocephalus, який раніше взагалі не зараховували до підряду лабіринтових риб. Подальші дослідження показали, що рід Luciocephalus більш тісно пов'язаний з Belontiidae Ліма, а також з представниками роду Osphronemus.
1995 року Брітц, Кокоша і Ріль (Britz, R., M. Kokoscha and R. Riehl), дослідивши структуру поверхні ікри лабіринтових риб, встановили існування монофілетичної групи риб, яка складається з родів Ctenops, Luciocephalus, Parasphaerichthys і Sphaerichthys, і вона отримала назву групи «спіральної ікри» (англ. «spiral egg»). До родини осфронемових були додані рід Luciocephalus і колишня родина белонтієвих. У 2001 році Ральф Брітц навів докази поділу осфронемових на 4 підродини: власне осфронемові (Osphroneminae), белонтієві (Belontiinae), луціоцефалові (Luciocephalinae) і макроподові (Macropodusinae). У складі підродини луціоцефалових він об'єднав шість родів: Trichogaster (тепер Trichopodus), Colisa (тепер Trichogaster), Ctenops, Parasphaerichthys, Sphaerichthys і Luciocephalus. Їх монофілія обґрунтовувалась двома синапоморфічними ознаками, відсутніми у інших риб: втратою першого зябрового променя (англ. branchiostegal ray) та характером розташуванням зв'язки Боделота (англ. Baudelot's ligament).
Проведені згодом молекулярні дослідження ДНК лабіринтових риб (Rüber et al., 2006) чітко підтвердили монофілію групи «спіральної ікри», але жоден з аналізів не підтвердив монофілію родини луціоцефалових у цілому. Водночас за цими результатами два її роди Trichopodus і Trichogaster виявляють близьку спорідненість з представниками підродини Macropodusinae. Була висунута думка про доцільність виділення цих двох родів в окрему підродину Trichogastrinae. Такої позиції дотримується зокрема Catalog of Fishes [Архівовано 23 листопада 2009 у Wayback Machine.] Каліфорнійської академії наук.

## Склад підродини
- Рід Ctenops  McClelland, 1845 — ктенопс (1 вид);
- Рід Luciocephalus  Bleeker, 1851 — щукоголов (2 види);
- Рід Parasphaerichthys  Prashad & Mukerji, 1929 — парасферихт (2 види);
- Рід Sphaerichthys  (Canestrini, 1860) — сферихт (4 види);
- Рід Trichogaster  Bloch & Schneider, 1801 — трихогастер (4 види);
- Рід Trichopodus  (Pallas, 1770) — трихопод (5 видів).